# Arnold Sjöstrand
Arnold Sjöstrand (30 de julio de 1903 - 1 de febrero de 1955) fue un actor teatral y cinematográfico de nacionalidad sueca.

## Biografía
Su nombre completo era Nils Arnold Sjöstrand, y nació en Estocolmo, Suecia. Sjöstrand estudió en la escuela del Teatro Dramaten entre 1921 y 1923, actuando en el mismo al finalizar su formación y hasta el año 1942. También actuó en 1925–1926 en el Stadsteatern de Helsingborg, en 1926–1927 en el Lorensbergsteatern de Gotemburgo, y entre 1932 y 1937 en el Folkteatern y en el Vasateatern. Entre 1950 y 1955 estuvo relacionado con el Stadsteater de Malmö. 
Debutó en el cine en 1931 con la cinta de Erik A. Petschler Flickan från Värmland, actuando en un total de una treintena de producciones. Una de sus películas destacadas fue Tänk om jag gifter mig med prästen (1941). Al siguiente año formó pareja romántica con Viveca Lindfors en Gula kliniken, y en 1943 con Brödernas kvinna.
Arnold Sjöstrand falleció en Malmö, Suecia, en el año 1955. Fue enterrado en el Cementerio Norra begravningsplatsen de Estocolmo. Entre 1926 y 1947 estuvo casado con la actriz Barbro Djurberg. 

## Filmografía (selección)

### Actor
- 1931 : Flickan från Värmland
- 1934 : Pettersson - Sverige
- 1935 : Ungdom av idag
- 1936 : Annonsera!
- 1937 : Klart till drabbning
- 1937 : Bergslagsfolk
- 1940 : Den blomstertid
- 1940 : Alle man på post
- 1941 : Tänk, om jag gifter mig med prästen
- 1941 : Hem från Babylon
- 1941 : Bara en kvinna
- 1941 : Det sägs på stan
- 1942 : Himlaspelet
- 1942 : Gula kliniken
- 1943 : I brist på bevis
- 1943 : Jag dräpte
- 1943 : Brödernas kvinna
- 1943 : Anna Lans
- 1944 : ... och alla dessa kvinnor
- 1944 : Den heliga lögnen
- 1944 : Räkna de lyckliga stunderna blott
- 1945 : Jagad
- 1945 : Rosen på Tistelön
- 1945 : Skådetennis
- 1946 : Rötägg
- 1946 : Kvinnor i väntrum
- 1946 : Ödemarksprästen
- 1947 : Onda ögon
- 1947 : Två kvinnor
- 1948 : Hammarforsens brus
- 1948 : Solkatten
- 1948 : Synd
- 1948 : En svensk tiger
- 1951 : Starkare än lagen
- 1952 : Möte med livet

### Director
- 1947 : Två kvinnor
- 1948 : Synd
- 1951 : Starkare än lagen

## Teatro
- 1920 : Äventyret, de Gaston Arman de Caillavet y Robert de Flers, dirección de Karl Hedberg, Dramaten
- 1922 : Riddar Blåskäggs åttonde hustru, de Alfred Savoir, dirección de Olof Molander, Dramaten
- 1923 : Den beundrandsvärde Crichton, de James Matthew Barrie, dirección de Karl Hedberg, Dramaten
- 1925 : La dama de las camelias, de Alexandre Dumas (hijo), dirección de Olof Molander, Dramaten
- 1927 : El enfermo imaginario, de Molière, dirección de Olof Molander, Dramaten
- 1928 : Hoppla, vi lever!, de Ernst Toller, dirección de Per Lindberg, Dramaten
- 1929 : Nyss utkommen!, de Édouard Bourdet, dirección de Gustaf Linden, Dramaten
- 1929 : Äventyret, de Gaston Arman de Caillavet y Robert de Flers, dirección de Karl Hedberg, Dramaten
- 1929 : Den oemotståndlige, de Jean Sarment, dirección de Olof Molander, Dramaten
- 1929 : Ringen du gav mig, de Oscar Rydqvist, dirección de Per Lindberg, Dramaten
- 1929 : La dama de las camelias, de Alexandre Dumas (hijo), dirección de Olof Molander, Dramaten
- 1931 : Känslornas marknad, de Roger Ferdinand, dirección de Gustaf Linden y Ivar Kåge, Dramaten
- 1932 : Pickwick-klubben, de František Langer a partir de Charles Dickens, dirección de Olof Molander, Dramaten
- 1934 : Trions bröllop, de Sigfrid Siwertz, gira[4]
- 1934 : En kvinna som vet vad hon vill, de Louis Verneuil, Alfred Grünwald y Oscar Straus, dirección de Nils Johannisson, Teatro Oscar[5]
- 1935 : Maya, de Imre Harmath, Rudolf Schanzer, Ernst Welisch y Szabolcs Fényes, dirección de Nils Johannisson, Teatro Oscar[6]
- 1935 : Frihetsfejden, de Ernst Eklund, dirección de Ernst Eklund, Skansens friluftsteater[7]
- 1935 : Sådana tider, de Édouard Bourdet, dirección de Per Lindberg, Vasateatern[8]
- 1935 : Noak, de André Obey, dirección de Per Lindberg, Vasateatern[9]
- 1935 : Innanför grindarna, de Sean O'Casey, dirección de Per Lindberg, Vasateatern[10]
- 1935 : El mercader de Venecia, de William Shakespeare, dirección de Per Lindberg, Vasateatern[11]
- 1936 : Därom tiger munnen, de Roger Martin du Gard, dirección de Per Lindberg, Blancheteatern[12]
- 1936 : Den store guden Brown, de Eugene O'Neill, dirección de Per Lindberg, Vasateatern[13]
- 1936 : Han som ville bli bedragen, de Fernand Crommelynck, dirección de Per Lindberg, Vasateatern[14]
- 1936 : Getingboet, de G.S. Donisthorpe, dirección de Harry Roeck-Hansen, Blancheteatern[15]
- 1936 : De oskyldiga, de Lillian Hellman, dirección de Harry Roeck-Hansen, Blancheteatern[16]
- 1936 : En dotter av Kina, de Hsiung Shih-i, dirección de Johan Falck, Blancheteatern[17]
- 1937 : Kunglighet, de Robert E. Sherwood, dirección de Harry Roeck-Hansen, Blancheteatern[18]
- 1937 : Hans första premiär, de Svend Rindom, dirección de Harry Roeck-Hansen, Blancheteatern[19]
- 1937 : Vår ära och vår makt, de Nordahl Grieg, dirección de Alf Sjöberg, Dramaten
- 1937 : Khaki, de Paul Raynal, dirección de Alf Sjöberg, Dramaten
- 1937 : Kungens paket, de Staffan Tjerneld y Alf Henrikson, dirección de Rune Carlsten, Dramaten
- 1938 : Spel på havet, de Sigfrid Siwertz, dirección de Alf Sjöberg, Dramaten
- 1939 : Nederlaget, de Nordahl Grieg, dirección de Svend Gade, Dramaten
- 1940 : Mucho ruido y pocas nueces, de William Shakespeare, dirección de Alf Sjöberg, Dramaten
- 1941 : Vi skiljas, de Victorien Sardou y Émile de Najac, dirección de Alf Sjöberg, Dramaten
- 1942 : Beredskap, de Gunnar Ahlström, dirección de Alf Sjöberg, Dramaten
- 1949 : Como gustéis, de William Shakespeare, dirección de Rune Carlsten, Skansens friluftsteater[20]
- 1950 : Markisinnan, de Noël Coward, dirección de Gunnar Ekström, Malmö stadsteater
- 1950 : Konungen, de Pär Lagerkvist, dirección de Lars-Levi Laestadius, Malmö stadsteater
- 1951 : Till Damaskus, första delen, de August Strindberg, dirección de Gösta Folke, Malmö stadsteater
- 1951 : Venus i blickfältet, de Christopher Fry, dirección de Lars-Levi Laestadius, Malmö stadsteater
- 1951 : Patrasket, de Hjalmar Bergman, dirección de Mats Johansson, Malmö stadsteater
- 1951 : Colombe, de Jean Anouilh, dirección de Henrik Dyfverman, Malmö stadsteater
- 1952 : Otelo, de William Shakespeare, dirección de Lars-Levi Laestadius, Malmö stadsteater
- 1952 : Kärlekens narrar, de Leck Fischer, dirección de Gunnar Ekström, Malmö stadsteater
- 1952 : Höfeber, de Noël Coward, dirección de Oscar Ljung, Malmö stadsteater
- 1952 : Swedenhielms, de Hjalmar Bergman, dirección de Mats Johansson, Malmö stadsteater
- 1952 : Greve Öderland, de Max Frisch, dirección de Lars-Levi Laestadius, Malmö stadsteater
- 1952 : Kronbruden, de August Strindberg, dirección de Ingmar Bergman, Malmö stadsteater[21]
- 1953 : Como gustéis, de William Shakespeare, dirección de Lars-Levi Laestadius, Malmö stadsteater
- 1953 : Av hjärtans lust, de Karl Ragnar Gierow, dirección de Gunnar Ekström, Malmö stadsteater
- 1953 : Patty, de F. Hugh Herbert, dirección de Knut Ström, Malmö stadsteater
- 1953 : Jeppe på Berget, de Ludvig Holberg, dirección de Mats Johansson, Malmö stadsteater
- 1953 : Seis personajes en busca de un autor, de Luigi Pirandello, dirección de Ingmar Bergman, Malmö stadsteater[22]
- 1953 : El castillo, de Max Brod a partir de Franz Kafka, dirección de Ingmar Bergman, Malmö stadsteater[23]
- 1954 : Las brujas de Salem, de Arthur Miller, dirección de Mats Johansson, Malmö stadsteater
- 1954 : Spöksonaten, de August Strindberg, dirección de Ingmar Bergman, Malmö stadsteater[24]
- 1954 : Intermezzo, de Jean Giraudoux, dirección de Lars-Levi Laestadius, Malmö stadsteater
- 1954 : Dårskapens timme, de Anna Bonacci, dirección de Yngve Nordwall, Malmö stadsteater